# Evangeline Lilly
Pour les articles homonymes, voir Lilly.
Evangeline Lilly [ɪˈvænd͡ʒəˌlin lɪli], née Nicole Lilly le 3 août 1979 à Fort Saskatchewan, dans l'Alberta, est une actrice canadienne.
Elle accède à la notoriété internationale pour avoir interprété le rôle de Kate Austen dans la série Lost, ainsi que  Tauriel dans la trilogie cinématographique Le Hobbit, et Hope van Dyne dans l'univers cinématographique Marvel à partir du film Ant-Man.

## Biographie

### Enfance et formation
Nicole Evangeline Lilly, née le 3 août 1979 à Fort Saskatchewan en Alberta, est la fille d'un professeur d'économie et d'une secrétaire d'école primaire. Après avoir suivi ses études secondaires à la W. J. Mouat Secondary School (en) d'Abbotsford en Colombie Britannique. À l'âge de 18 ans, elle participe à un voyage de trois semaines aux Philippines dans le cadre d'une ONG caritative. De retour, elle entreprend des études à l'université de la Colombie-Britannique où elle obtiendra un Master en relations internationales. Parallèlement elle suit des études de théâtre et pour financer ses études, fait du mannequinat. Lilly est repérée par un agent de la Ford Modeling Agency alors qu'elle se promenait dans les rues de Kelowna, en Colombie-Britannique, agent qui lui propose de tourner pour des spots publicitaires, après réflexion, elle accepte la proposition car elle y voit un moyen de gagner de l'argent,.

### Carrière

#### Révélation télévisuelle (années 2000)

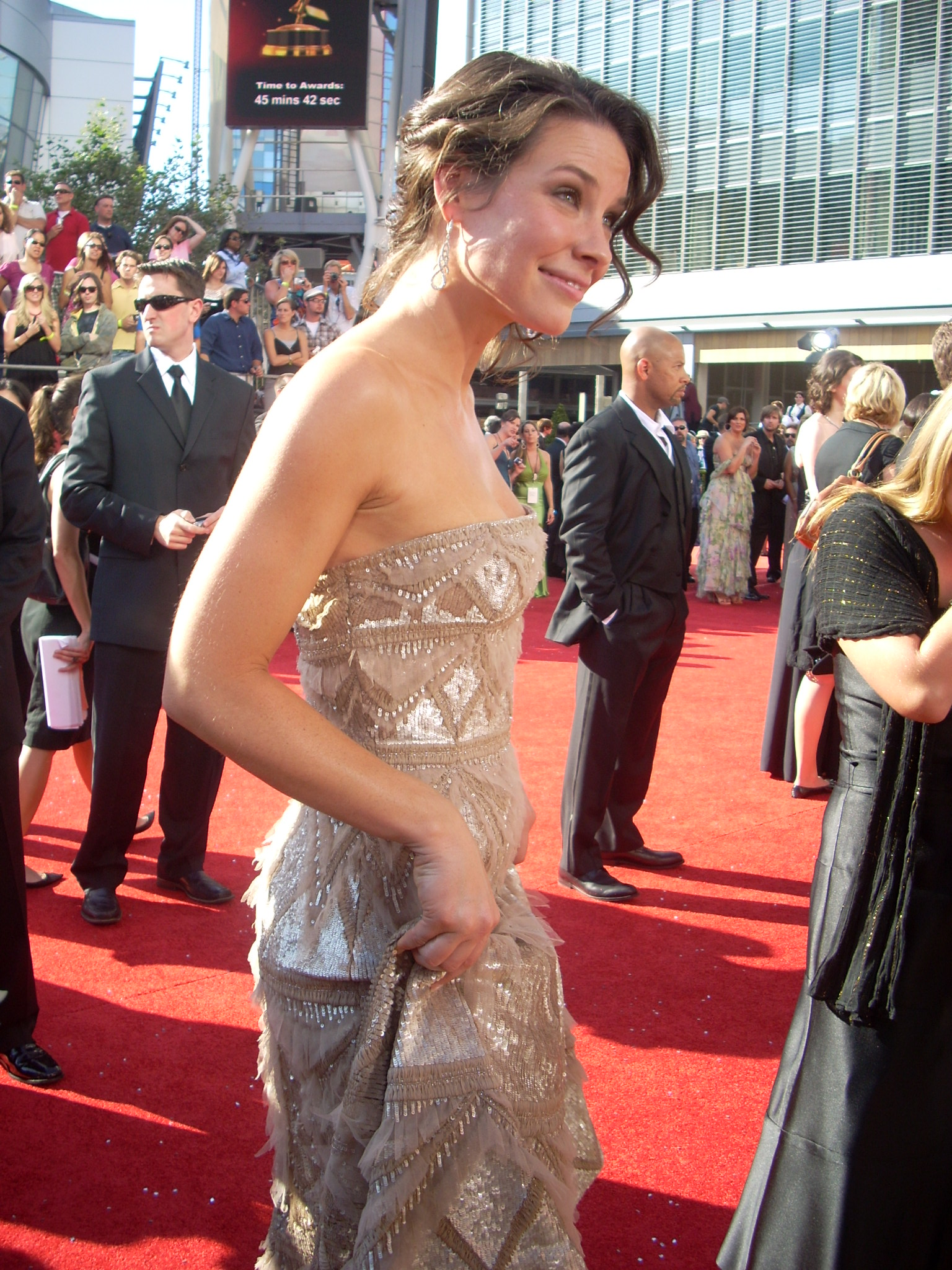
Aux 60e Emmy Awards, en septembre 2008, pour Lost : Les Disparus.

Evangeline Lilly commence dans la série Smallville en 2003.
Elle est choisie par J.J. Abrams et Damon Lindelof pour intégrer le casting de la série d'aventure fantastique, Lost: Les Disparus. Elle tient un second rôle dans le film, Un long week-end, de Pat Holden.
Inconnue un an auparavant, le rôle principal féminin de la série, celui de Kate Austen, fugitive et survivante du vol Oceanic 815, fait d'elle une star internationale quand s'achève la première saison, en mai 2005. Elle signe alors plusieurs contrats publicitaires, dont l'un des plus prestigieux est avec l'Oréal. Elle est l'une des rares actrices de la série à participer à pratiquement tous les épisodes, jusqu'en mai 2010, date de fin de la série, et décroche plusieurs nominations à diverses cérémonies.
Parallèlement Lilly participe à deux films : le thriller psychologique Et après, co-production canadienne de Gilles Bourdos sortie en 2008, puis le thriller militaire Démineurs de Kathryn Bigelow où elle incarne Connie James, l'épouse du personnage principal incarné par Jeremy Renner. Le film sort début 2009 et est largement acclamé par la critique.

#### Confirmation commerciale (années 2010)

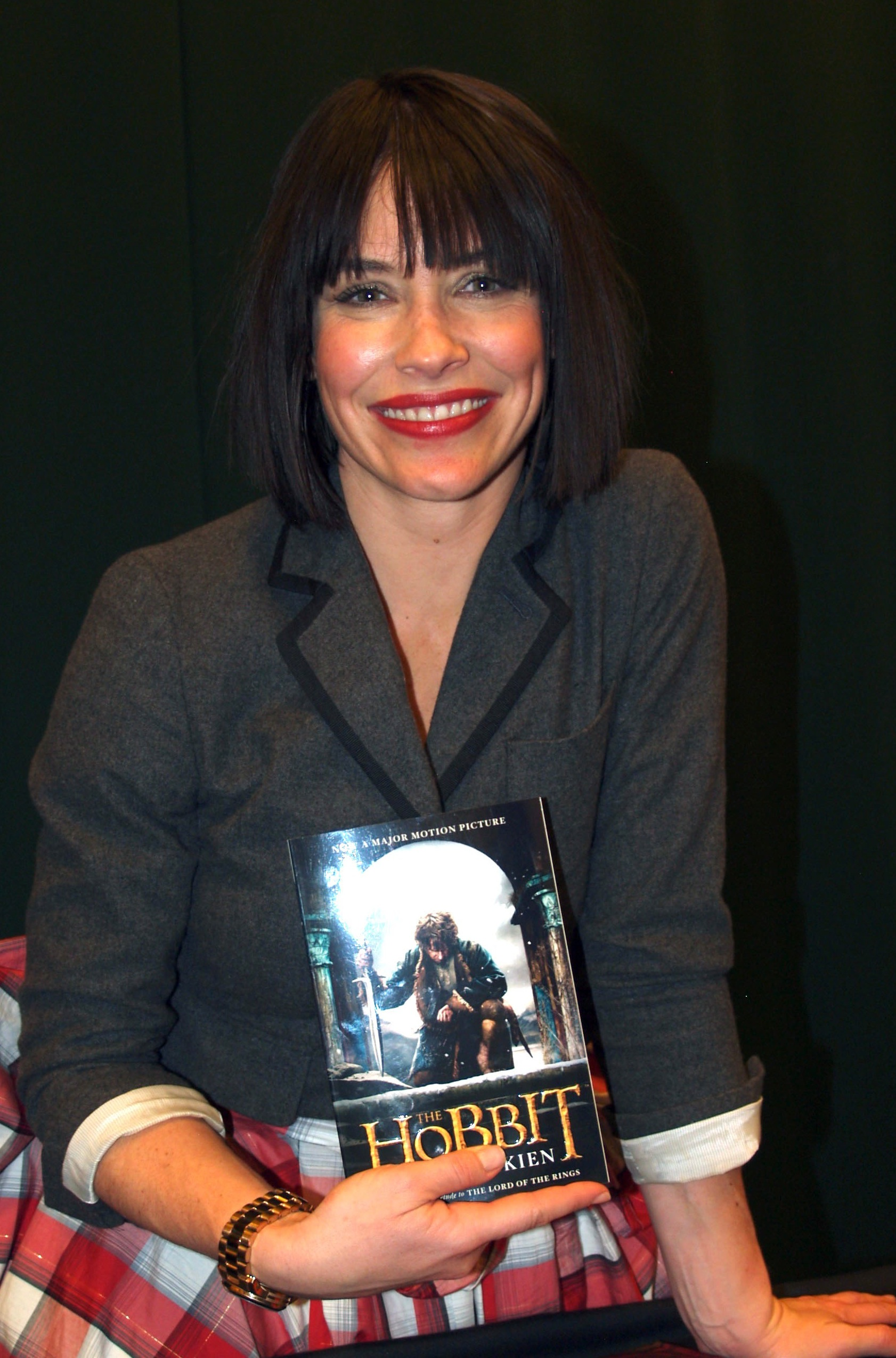
À New York, en Décembre 2014, à une séance de dédicace de son livre, et tenant un exemplaire du Hobbit.

En 2011, un an après la fin de Lost : Les Disparus, Evangeline Lilly joue dans la comédie de science-fiction familiale Real Steel, réalisée par Shawn Levy, et portée par la star Hugh Jackman. Le film rencontre un large succès commercial.
Elle persévère dans la fiction de genre en intégrant le casting de la trilogie préquelle Le Hobbit, réalisée par Peter Jackson. Elle joue en effet dans les deuxième et troisième chapitres (Le Hobbit : La Désolation de Smaug, sorti en décembre 2013 et Le Hobbit : La Bataille des Cinq Armées, sorti en décembre 2014, l’elfe nommée Tauriel, ce qui signifie « fille de la forêt ». Les deux blockbusters connaissent un énorme succès commercial dans le monde.
Parallèlement, elle écrit un livre pour enfants intitulé The Squickerwonkers, illustré par Johnny Fraser-Allen et préfacé par Peter Jackson, sorti en 2013.
En 2014, elle est choisie par le cinéaste Edgar Wright pour le premier rôle féminin d'un autre blockbuster : le nouveau chapitre de l'univers cinématographique Marvel, la comédie de science-fiction Ant-Man. Le réalisateur quitte le projet quelques mois plus tard à la suite de désaccords artistiques avec Marvel Studios, mais l'actrice choisit de rester à la suite de sa rencontre avec le nouveau réalisateur, Peyton Reed. Elle y prête ses traits à Hope Van Dyne, fille de Henry Pym (Michael Douglas) et formatrice et amie du héros Scott Lang, le 2e Ant-Man (incarné par Paul Rudd).
Avant de reprendre son rôle en 2018 pour la suite Ant-Man et la Guêpe, elle partage l'affiche de la comédie noire de Netflix Little Evil avec l’acteur, Adam Scott.

### Vie privée
Evangeline Lilly pratique l'aérobic, la randonnée pédestre et le surf. Elle parle français.
Elle a été mariée au joueur de hockey canadien Murray Hone de 2003 à 2004.
Elle est en couple avec son partenaire sur la série Lost : Les Disparus, l’acteur Dominic Monaghan de 2004 à 2009.
Elle a donné naissance en 2011 à un garçon prénommé Kahekili (tonnerre en hawaïen), dont le père est Norman Kali, son compagnon depuis 2010. En octobre 2015, elle donne naissance à son deuxième garçon.
En 2024, Evangeline Lilly annonce se retirer d’Hollywood mais n'exclut pas un retour. 

## Filmographie

### Cinéma
- 2003 : Freddy contre Jason de Ronny Yu : Une étudiante (figuration)
- 2005 : Un long week-end (The Long Weekend) de Pat Holden : Simone
- 2008 : Et après de Gilles Bourdos : Claire
- 2009 : Démineurs (The Hurt Locker) de Kathryn Bigelow : Connie James
- 2011 : Real Steel de Shawn Levy : Bailey Tallet
- 2013 : Le Hobbit : La Désolation de Smaug (The Hobbit: The Desolation of Smaug) de Peter Jackson : Tauriel
- 2014 : Le Hobbit : La Bataille des Cinq Armées (The Hobbit: The Battle of the Five Armies) de Peter Jackson : Tauriel
- 2015 : Ant-Man de Peyton Reed : Hope Van Dyne
- 2017 : Little Evil de Eli Craig : Samantha
- 2018 : Ant-Man et la Guêpe (Ant-Man and the Wasp) de Peyton Reed : Hope Van Dyne
- 2019 : Avengers : Endgame de Anthony et Joe Russo : Hope van Dyne
- 2021 : Crisis de Nicholas Jarecki : Claire Reimann
- 2021 : South of Heaven de Aharon Keshales : Annie Ray
- 2023 : Ant-Man et la Guêpe : Quantumania de Peyton Reed : Hope van Dyne[12]

### Télévision
- 2003 : Smallville : la petite amie de Wade (3 épisodes)
- 2004 : Kingdom Hospital : la copine de Benson (1 épisode)
- 2004-2010: Lost : Les Disparus (Lost) : Katherine « Kate » Anne Austen (117 épisodes)
- 2021 : What If...? : Hope Van Dyne (saison 1, épisode 5)

### Publicité
- Elle est l'égérie du parfum « Davidoff Cool Water Woman » pour lequel elle joue dans le film publicitaire[13].
- Depuis mai 2009, elle est la nouvelle égérie de la marque de cosmétique L'Oréal[14].

## Distinctions

### Récompenses
- Scream Awards 2006 : Lauréate du Prix Scream Queen dans une série télévisée dramatique pour Lost : Les Disparus
- Screen Actors Guild Awards 2006 :
  - Lauréate du Prix Fantasy Fox dans une série télévisée dramatique pour Lost : Les Disparus
  - Meilleure distribution pour une série dramatique pour Lost : Les Disparus partagée avec Adewale Akinnuoye-Agbaje, Naveen Andrews, Émilie de Ravin, Matthew Fox, Jorge Garcia, Maggie Grace, Josh Holloway, Malcolm David Kelley, Daniel Dae Kim, Kim Yoon-jin, Dominic Monaghan, Terry O'Quinn, Harold Perrineau, Michelle Rodríguez, Ian Somerhalder et Cynthia Watros.
- 2008 : Gold Derby Awards de la meilleure distribution pour une série dramatique pour Lost : Les Disparus partagée avec Naveen Andrews, Henry Ian Cusick, Jeremy Davies, Emilie de Ravin, Michael Emerson, Matthew Fox, Jorge Garcia, Josh Holloway, Daniel Dae Kim, Yunjin Kim, Ken Leung, Rebecca Mader, Elizabeth Mitchell, Terry O'Quinn et Harold Perrineau.
- 2009 : Gotham Awards de la meilleure distribution pour Démineurs partagée avec Jeremy Renner, Anthony Mackie, Brian Geraghty, Guy Pearce, David Morse et Ralph Fiennes.
- Washington DC Area Film Critics Association Awards 2009 : Meilleure distribution pour Démineurs partagée avec Jeremy Renner, Anthony Mackie, Brian Geraghty, Guy Pearce, David Morse et Ralph Fiennes.
- 2014 : MTV Movie Awards du meilleur combat pour Le Hobbit : La Désolation de Smaug partagée avec Orlando Bloom (Orlando Bloom contre les Orcs).

### Nominations
- Saturn Awards 2005 : Meilleure actrice dans une série dramatique pour Lost : Les Disparus.
- Satellite Awards 2005 : Meilleure actrice dans une série dramatique pour Lost : Les Disparus.
- Teen Choice Awards 2005 :
  - Meilleure alchimie partagée avec Matthew Fox dans une série dramatique pour Lost : Les Disparus.
  - Meilleure performance féminine dans une série dramatique pour Lost : Les Disparus.
  - Meilleure actrice dans une série dramatique pour Lost : Les Disparus
- Teen Choice Awards 2006 :
  - Meilleure alchimie partagée avec Matthew Fox et Josh Holloway dans une série dramatique pour Lost : Les Disparus
  - Meilleure actrice dans une série dramatique pour Lost : Les Disparus
- Saturn Awards 2006 : Meilleure actrice dans une série dramatique pour Lost : Les Disparus.
- National Television Awards 2006 : Actrice la plus populaire dans une série dramatique pour Lost : Les Disparus.
- Saturn Awards 2007 : Meilleure actrice dans une série dramatique pour Lost : Les Disparus.
- Golden Globes 2007 : Meilleure actrice dans une série dramatique pour Lost : Les Disparus.
- Festival de télévision de Monte-Carlo 2007 : Meilleure actrice dans une série dramatique pour Lost : Les Disparus.
- Teen Choice Awards 2007 : Meilleure actrice dans une série dramatique pour Lost : Les Disparus.
- Teen Choice Awards 2008 : Meilleure actrice dans une série dramatique pour Lost : Les Disparus.
- Saturn Awards 2008 : Meilleure actrice dans une série dramatique pour Lost : Les Disparus
- SFX Awards 2008 : Meilleure actrice dans une série dramatique pour Lost : Les Disparus
- Festival de télévision de Monte-Carlo 2008 : Meilleure actrice dans une série dramatique pour Lost : Les Disparus.
- Festival de télévision de Monte-Carlo 2009 : Meilleure actrice dans une série dramatique pour Lost : Les Disparus.
- Saturn Awards 2009 : Meilleure actrice dans une série dramatique pour Lost : Les Disparus.
- Denver Film Critics Society 2009 : Meilleure distribution pour Démineurs partagé avec Jeremy Renner, Anthony Mackie, Brian Geraghty, Guy Pearce, David Morse et Ralph Fiennes.
- Screen Actors Guild Awards 2010 : Meilleure distribution pour Démineurs partagé avec Jeremy Renner, Anthony Mackie, Brian Geraghty et Christian Camargo
- Saturn Awards 2010 : Meilleure actrice dans une série dramatique pour Lost : Les Disparus.
- Scream Awards 2010 : Meilleure actrice dans une série dramatique pour Lost : Les Disparus.
- Teen Choice Awards 2010 : Meilleure actrice dans une série dramatique pour Lost : Les Disparus.
- Festival de télévision de Monte-Carlo 2010 : Meilleure actrice dans une série dramatique pour Lost : Les Disparus.
- Festival de télévision de Monte-Carlo 2011 : Meilleure actrice dans une série dramatique pour Lost : Les Disparus.
- Saturn Awards 2014 : Meilleure actrice dans un second rôle dans un film fantastique pour Le Hobbit : La Désolation de Smaug.
- Broadcast Film Critics Association Awards 2014 : Meilleure actrice dans un film fantastique pour Le Hobbit : La Désolation de Smaug.
- Empire Awards 2014 : Meilleure actrice dans un second rôle dans un film fantastique pour Le Hobbit : La Désolation de Smaug.
- Kids' Choice Awards 2014 : Meilleure actrice bagarreuse dans un film fantastique pour Le Hobbit : La Désolation de Smaug.

## Voix francophones
En version française, Evangeline Lilly est principalement doublée par Vanina Pradier depuis la série Lost : Les Disparus. Elle la retrouve dans Démineurs, Real Steel, l'univers cinématographique Marvel, Little Evil, Crisis et South of Heaven.
Elle est également doublée par Laëtitia Lefebvre dans la trilogie Le Hobbit, qui la retrouve exceptionnellement dans Ant-Man et la Guêpe : Quantumania, mais aussi par Isabelle Gardien dans Et après.